# 2018년 대한민국
다음은 2018년 대한민국에서 일어났던 사건들을 정리해 놓은 문서이다.

## 재임자
제6공화국 (문재인 정부)
- 대통령 : 문재인
- 국무총리 : 이낙연

## 사건

### 1월-3월
- 1월 1일: 제주 추자도 남쪽 15km 해상에서 어선이 전복되어, 탑승한 선원 8명 중 5명은 구조, 1명은 사망, 2명은 실종되었다.[1]
- 1월 3일 - 대한민국과 조선민주주의인민공화국 사이의 판문점 직통전화가 23개월만에 재가동되었다.
- 1월 20일 - 대한민국 서울특별시 종로구 종로5가에 있는 한 여관에서 방화로 추정되는 불이 나서 6명의 사망자가 발생했고 5명의 부상자가 발생하였다.
- 1월 26일 - 밀양시 세종병원에 큰 화재가 발생하여 51명이 사망하고 141명이 부상을 입었다.
- 2월 6일 - 국민의당과 바른정당의 합당에 반대하는 국민의당 의원들로 이루어진 민주평화당이 창당되었다.
- 2월 8일 - 대한민국 제주특별자치도 제주시 구좌읍의 게스트하우스에서 피해자인 26살 여성을 살해한 뒤, 서울과 천안등지로 도주하다가 용의자가 스스로 목숨을 끊은 사건이 발생하였다.
- 2월 9일 - 2018년 평창 동계 올림픽이 공식 개막하였다. (~2월 25일)
- 2월 11일 - 강원 삼척시 노곡면과 도계읍에서 2월 15일까지 닷새간 이어진 산불로 237ha에 달하는 산림이 소실되었다.
- 3월 2일 - 부산광역시 해운대구 엘시티 공사현장에서 55층에 설치된 작업대가 추락해 4명이 사망하였다.
- 3월 5일 -  미래에셋생명이 PCA생명 인수합병(M&A)을 마무리하고 국내 생명보험업계 자산순위 5위로 올라섰다.[2] 회사를 매각하고 우리나라에서 철수한 외국계 보험사는 PCA생명이다.[3]
- 3월 9일 - 2018년 평창 동계 패럴림픽이 공식 개막하였다.
- 3월 9일 - 배우 조민기가 서울 광진구에서 성범죄 의혹으로 인한 경찰 조사를 앞두고 숨진 채로 발견되었다.
- 3월 23일 - 이명박 전 대통령이 뇌물,횡령 혐의로 서울동부구치소에 수감되었다.

### 4월~6월
- 4월 5일 - 대한민국 공군의 F-15K 전폭기가 경북 칠곡군 가산면 유학산에 추락했다.
- 4월 13일 - 기존의 기념일(4월13일)이 임시정부 수립일이 아닌 ‘선포일’이라는 학계의 문제제기를 검토후, 대한민국 임시정부 100주년을 맞는 2019년부터 임시정부 수립 기념일이 4월11일로 바뀐다고 밝혔다.[4]
- 4월 27일 - 문재인 대통령과 김정은 국무위원장이 판문점 평화의 집에서 11년 만에 2018년 1차 남북정상회담을 가졌다. 이 회담에서 김정은은 조선민주주의인민공화국의 국가원수로서 처음으로 군사분계선을 넘어서게 되었다.
- 5월 1일 - 전남 영암군 도포면 주암삼거리에서 버스 추돌 사고가 발생하여 8명이 사망하고 7명이 부상을 입었다.
- 5월 26일 - 2018년 2차 남북정상회담이 개최되었다.
- 5월 31일 - 제7회 전국동시지방선거 운동 기간이 시작되었다. 기한은 선거 전날인 6월 12일 오후 11시 59분 까지이다.
- 6월 13일 - 제7회 전국동시지방선거와 2018년 대한민국 재보궐선거가 전국 각 지자체별로 일제히 개최되었다. 선거 결과는 광역단체장 기준 더불어민주당 14석, 자유한국당 2석 등으로 여당의 초압승으로 끝났다.
- 6월 26일 - 세종특별자치시 새롬동 아파트 건설 현장에 화재가 발생해 사망자 3명, 37명이 부상당하는 사고가 발생하였다.
- 6월 30일
  - 방한 일정 중에 트럼프 미국 대통령은 판문점을 방문하여 남·북·미 3국 정상이 회동하였다.
  - 인천광역시 월미도 7m 높이서 놀이기구 추락하는 사고가 발생하였다. 그 과정에서 5명이 부상을 당하였다.

### 7월~9월
- 7월 1일
  - 장맛비와 7호 태풍 쁘라삐룬 영향으로 전국에 많은 비가 내리면서 주택·농경지 침수, 항공기 결항 등 피해가 발생하였다.
  - 경상남도 하동군 인근 남해고속도로 광주광역시행 고속버스에서 여성이 같은 버스에 탑승한 남성 목 등 신체 부위를 흉기로 찔러 중상에 이르게 한 사건이 발생하였다.
- 7월 3일
  - 군사 보안업무 챙기고 첩보 수집해야 하는 국군기무사령부가 세월호 대응팀을 만들어 실종자 가족들을 사찰한 사실이 드러났다.
  - 한국경영자총협회 송영중 부회장이 한달도 되지 않은 채 해임되었다.
- 7월 4일 - 관악산 여고생 집단폭행사건이 알려졌다.
- 7월 5일
  - 전라북도 익산시에서 응급실 의사를 폭행, 협박하고 난동을 부린 피의자 40대가 경찰에 붙잡혔다.
  - '드루킹'의 불법 여론조작 의혹을 수사하는 허익범 특별검사팀이 네이버·다음·네이트 포털3사 압수수색을 하였다.
  - 박근혜-최순실 게이트로 촉발된 박근혜 탄핵 심판의 선고를 앞두고 있던 2017년 3월, 수도 서울을 비롯한 대한민국 전역에 계엄령을 선포하고 쿠데타를 일으키려는 음모를 꾸민 사건이 군인권센터 통해 공개되었다.
- 7월 16일 - 대한민국 경상북도 영주시의 한 새마을금고에서 강도 사건이 발생하였다. 복면을 한 용의자는 약 4,300여 만원을 탈취, 도주하였다.
- 7월 17일 - 대한민국 경상북도 포항시에서 수리온 헬기가 추락한 사건가 일어나 5명이 사망하고 부상자가 1명이 발생하였다.
- 7월 20일 - 남북이 동해선 철도 연결구간에 대한 공동점검을 진행한다. 24일에는 경의선 철도연결구간에도 공동점검을 실시하였다.
- 7월 21일 - 코레일 - 철도노조 양측이 KTX 여승무원 복직에 합의하였다.
- 7월 22일 - 대한민국 서울특별시 최고기온이 38.0°C를 기록했다.
- 7월 23일
  - 경부고속선 천안아산역 ~ 오송역 선로 구간의 온도가 61.4°C까지 치솟아 KTX가 70km/h 이하로 서행하며 운행했다.
  - 대한민국의 정의당 소속 정치인인 노회찬(경상남도 창원시 성산구 국회의원)이 서울특별시 중구 신당동의 한 아파트의 17층과 18층 사이에서 투신하여 사망하였다.
- 7월 24일
  - 대한민국 서울특별시 서남·서북·동북·도심권 오존주의보가 발령되었다.
  - 대한민국 경상북도 영천시 신령면 최고 기온이 40.2°C를 기록했다.
- 7월 26일
  - BMW코리아는 주행 중 엔진 부위에서 화재 사고가 잇따른 차량 10만6천여대에 대해 자발적 리콜 조치가 시행되었다.
  - 로타 (사진가)에 대해 대한민국 경찰이 이번 성폭행·추행 의혹 사건을 기소의견으로 검찰에 송치했다.
- 7월 27일
  - 2020년까지 군복무 단축이 단계적으로 진행됨에 따라 육군 기준 현행 21개월에서 18개월로 단축된다.
  - 대한민국 검찰은 비서 성폭행 혐의로 기소된 안희정 전 충남지사에 대해 징역 4년을 구형했다.
- 7월 28일 - 한울원전 2호기가 자동정지 16일만에 다시 재가동에 들어갔다.
- 7월 30일
  - 서울특별시에서 폭염을 자연재해으로 규정하고 관리하기로 했다.
  - 인천시 제2외곽순환고속도로 북항 해저터널 주행 중 화재 사고로 리콜 결정이 내려진 BMW 차량에서 운행 중 화재가 발생하였다.
  - 대한민국 경찰은 보물선 돈스코이호를 인양하겠다며 '신일골드코인(SCG)’이라는 가상화폐를 만들어 판매한 신일그룹 최용석 대표와 주요 관계자들에 대해 출국금지 조치를 내렸다.
  - 한국철도공사 9월부터 인천공항2터미널역가는 KTX 운행을 중단하는 폐지 수순에 들어갔다.
  - 이명박 전 대통령이 건강악화로 서울대병원에 입원했다.
- 7월 31일
  - 서울특별시의 기온이 38°C를 기록했다.
  - 부산광역시에서 메르스로 의심되는 환자가 발생하였다.
  - 인천시 경인고속도로 서울 방향 가좌IC 인근에서 주행 중인 BMW 420d 차량에 화재가 발생하였다.

### 10월~12월
- 11월 15일
  - 2019학년도 대학수학능력시험을 실시하였다. 작년 포항 지진에 여파로 천재지변을 좀더 세밀하게 대비하였다.
- 12월 1일
  - 이날 0시, 5G 전파가 처음으로 발사되었다.
- 12월 8일
  - 강릉선에서 KTX 탈선 사고가 발생하였습니다.

## 같이 보기
- 2018년 대한민국의 영화 목록